# Irish Juniors 2013
Das Irish Juniors 2013 als bedeutendstes internationales Nachwuchsturnier von Irland im Badminton fand vom 6. bis zum 8. September 2013 in Dublin statt.

## Sieger und Platzierte
| Disziplin    | Gold                       | Silber                           | Bronze                        |
| ------------ | -------------------------- | -------------------------------- | ----------------------------- |
| Herreneinzel | Luis Ramón Garrido         | Wolfgang Gnedt                   | Mark Brady                    |
| Herreneinzel | Luis Ramón Garrido         | Wolfgang Gnedt                   | Norman Lau                    |
| Dameneinzel  | Alannah Stephenson         | Rachael Darragh                  | Haramara Gaitan               |
| Dameneinzel  | Alannah Stephenson         | Rachael Darragh                  | Sabrina Solis                 |
| Herrendoppel | Mark Brady Nicholas Murphy | Matthew Lightbody Ross Lightbody | Jonathan Harron Ryan Stewart  |
| Herrendoppel | Mark Brady Nicholas Murphy | Matthew Lightbody Ross Lightbody | James Buckley Liam Pingree    |
| Damendoppel  | Sara Boyle Rachael Darragh | Keady Smith Alannah Stephenson   | Megan Bredin Moya Ryan        |
| Damendoppel  | Sara Boyle Rachael Darragh | Keady Smith Alannah Stephenson   | Haramara Gaitan Sabrina Solis |
| Mixed        | Ryan Stewart Keady Smith   | Matthew Lightbody Moya Ryan      | Paul Reynolds Sara Boyle      |
| Mixed        | Ryan Stewart Keady Smith   | Matthew Lightbody Moya Ryan      | Norman Lau Rebecca Getty      |